# Alexandre Dogiel
Alexander Stanislavovich Dogiel (en ruso: Александр Станиславович; Panevėžys 1852  – San Petersburgo 1922), era un histólogo y neurocientífico ruso. Las células de Dogiel, unas neuronas bipolares de los ganglios espinales , llevan su nombre.

## Biografía
Dogiel estudió en la Universidad de Kazán  donde  se graduó en 1883. Comenzó su carrera en 1885 como monitor en embriología. Entonces,  enseñó y practicó histología, primero en Tomsk en 1888, y después, en 1892 en el Instituto Médico de San Petersburgo donde  esté confiado con la organización del laboratorio de histología. Funde los Archivos rusos de Anatomía, Histología y Embriología (Рус, архив анатомии, Gistology y Embriología).
Dogiel vivía y trabajaba de forma aislada, raramente publicaba con autoridad artículos extensos y ricamente ilustrados. Su trabajo se centró en las anomalías degenerativas y regenerativas de la unión neuromuscular, los husos neuromusculares, y en varias categorías celulares dentro del sistema nervioso central. Demostró un gran dominio de las técnicas de tinción de plata y algunas de sus ilustraciones contienen un nivel de detalle comparable al que se puede obtener con un microscopio electrónico de baja potencia.
Dogiel fue una figura importante de la histología rusa. Formó a científicos rusos como Vladimir Bekhterev, Babukin, Yakulovich y Doinnikov en esta especialidad, pero nunca visitó a sus colegas de Europa Occidental.

## Trabajos importantes
- Dado sensiblen Nervenendigungen im Herzen und en den Blutgefässen der Säugethiere. Archiv für Mikroskopische Anatomie 1898; 52: 44-70.
- Dado Endigungen des sensiblen Nerven en den Augenmuskeln und deren Sehnen beim Menschen und den Saugietieren. Arco Mikr Anat 1906; 68 : 501-22.
- Der Bau der Spinalganglien des Menschen und der Säugetiere. Jena: Fischer, 1908[3]